# 牧野あおい
牧野 あおい（まきの あおい、10月23日 - ）は、日本の漫画家。岡山県出身。血液型O型。

## 略歴
- 高校1年生の夏休みに初投稿。[1]
- 2008年 - 『りぼん』（集英社）2月号に掲載された「りぼん漫画スクール」において、「準りぼん賞」を受賞。『青のツバサ』がデビュー作として、『りぼんスペシャル』（集英社）春の大増刊号に掲載された[1]。
- 2010年 - 『りぼん』12月号より『REC-君が泣いた日-』連載開始（初連載）[4]。
- 2011年 - 『りぼん』3月号にて『REC-君が泣いた日-』連載終了。同年『りぼん』8月号より『セカイの果て』連載開始[5]。
- 2012年 - 『りぼん』12月号にて『セカイの果て』連載終了[6]。
- 2018年 - 約5年ぶりに『りぼん』4月号に新作が掲載され、同年9月号より『さよならミニスカート』連載開始[7]。
- 2019年 - 『さよならミニスカート』が『このマンガがすごい!』2020オンナ編にて1位を獲得した[2][3]。

## 作品リスト

### 漫画作品

#### 連載
- REC-君が泣いた日-[8]（『りぼん』2010年 - 2011年） - 『REC-君が泣いた日-』『たったひとりの君へ-牧野あおい作品集-』に収録。
- セカイの果て（フランス語版）[9]（『りぼん』2011年8月号[5] - 2012年12月号[6]）
- さよならミニスカート（『りぼん』2018年9月号[7] - 休載中[10]）

#### 読み切り
- 青のツバサ（『りぼんスペシャル』2008年春の大増刊号） - デビュー作。『HAL』に収録。
- ゴルバチョフの種（『りぼんスペシャル』2008年夏休み大増刊号） - 『最終ループ』に収録。
- サヨナラ天使（『りぼんスペシャル』2009年冬休み大増刊号） - 『HAL』に収録。
- 7年後の虹（『りぼんスペシャル』2009年春の大増刊号） - 『HAL』に収録。
- みずいろ少女（『りぼんスペシャルハート』2009年8月夏の大増刊号） - 『最終ループ』に収録。
- HAL（『りぼんファンタジー』2009年11月増刊号） - 『HAL』『たったひとりの君へ-牧野あおい作品集-』に収録。
- 君がいた。[11]（『りぼん』2010年6月号） - 『最終ループ』に収録。
- 最終ループ（『りぼんスペシャルレモン』2010年8月夏の大増刊号） - 『最終ループ』『たったひとりの君へ-牧野あおい作品集-』に収録。
- 『セカイの果て』番外編 
  - セカイのはじまり（『りぼんスペシャルオレンジ』2011年9月夏の大増刊号） - 『セカイの果て』1巻に収録。
  - セカイの扉（『りぼんスペシャルキュート』2012年5月春の大増刊号） - 『セカイの果て』3巻に収録。
- PLAY-僕たちの才能-[8]（『りぼんスペシャルリアル』2011年11月秋の大増刊号[12]） - 『セカイの果て』4巻に収録。
- 恋なんて。（『りぼんスペシャル』2013年1月冬の大増刊号） - 単行本未収録。
- 制服なんて好きじゃない。（『りぼん』2018年4月号） - 『たったひとりの君へ-牧野あおい作品集-』に収録。

### 書籍
全て集英社、りぼんマスコットコミックスから刊行されている。
- 『HAL』、2010年、短編集
- 『最終ループ』、2010年12月15日発売[13]、ISBN 978-4-08-867090-4
- 『REC-君が泣いた日-』、2011年、全1巻
- 『セカイの果て（フランス語版）』、2011年 - 2013年、全4巻
  1. 2011年12月15日発売[14]、ISBN 978-4-08-867162-8
  2. 2012年4月13日発売[15]、ISBN 978-4-08-867194-9
  3. 2012年8月10日発売[16]、ISBN 978-4-08-867218-2
  4. 2013年1月15日発売[17]、ISBN 978-4-08-867246-5
- 『たったひとりの君へ-牧野あおい作品集-』、2018年11月22日発売[18][19]、ISBN 978-4-08-867521-3
- 『さよならミニスカート』、2018年 - 刊行中、既刊4巻（2025年6月25日現在）

### その他
- ブラック・ロマンス（『SPUR』2020年11月号[20][21][22]）イラスト